# Netiv ha-Šajara
Netiv ha-Šajara (hebrejsky נְתִיב הַשַּׁיָּרָה, doslova „Cesta konvoje“, v oficiálním přepisu do angličtiny Netiv HaShayyara, přepisováno též Netiv HaShayara) je vesnice typu mošav v Izraeli, v Severním distriktu, v Oblastní radě Mate Ašer.

## Geografie
Leží v nadmořské výšce 40 metrů v intenzivně zemědělsky využívané a hustě osídlené Izraelské pobřežní planině, nedaleko západních okrajů svahů Horní Galileji, 4 kilometry od břehů Středozemního moře a 11 kilometrů od libanonských hranic.
Obec se nachází 3 kilometry jihovýchodně od města Naharija, cca 105 kilometrů severoseverovýchodně od centra Tel Avivu a cca 23 kilometrů severovýchodně od centra Haify. Netiv ha-Šajara obývají Židé, přičemž osídlení v tomto regionu je etnicky smíšené. Na západ ležící pobřežní nížina je převážně židovská, na východní a jihovýchodní straně začínají kopcovité oblasti centrální Galileji, které obývají ve vyšší míře izraelští Arabové. Necelé 2 kilometry východně od mošavu tak leží arabská vesnice Šejch Danun.
Netiv ha-Šajara je na dopravní síť napojen pomocí severojižní tepny dálnice číslo 70.

## Dějiny
Netiv ha-Šajara byl založen v roce 1950. Zakladateli vesnice byla skupina židovských přistěhovalců z Iráku, respektive z Kurdistánu, a Íránu. Zpočátku se vesnice nazývala Dove (דובא). Později pojmenována podle konvoje, který během války za nezávislost v roce 1948 mířil z pobřežní nížiny do obležené židovské vesnice Jechi'am v horách Galileji a který byl napaden Araby, přičemž 47 Židů bylo zabito.
Vesnice vznikla na pozemcích, které do roku 1948 patřily k vysídlené arabské vesnici al-Ghabisija (ta stála cca 2 kilometry severovýchodně odtud, na svazích nad dnešní vesnicí Šejch Danun).
Žije tu 80 zemědělských rodin s vlastním hospodářstvím a dalších 30 rodin bez rodinné farmy. Ekonomika je založena na zemědělství, část obyvatel za prací dojíždí mimo obec. Rozvíjí se turistický průmysl.

## Demografie
Obyvatelstvo mošavu Netiv ha-Šajara je sekulární. Podle údajů z roku 2014 tvořili naprostou většinu obyvatel v Netiv ha-Šajara Židé (včetně statistické kategorie "ostatní", která zahrnuje nearabské obyvatele židovského původu ale bez formální příslušnosti k židovskému náboženství).
Jde o menší sídlo vesnického typu s dlouhodobě stagnující populací. K 31. prosinci 2014 zde žilo 485 lidí. Během roku 2014 populace klesla o 0,4 %.
| Rok            | 1961 | 1972 | 1983 | 1995 | 2001 | 2003 | 2004 | 2005 | 2006 | 2007 | 2008 | 2009 | 2010 | 2011 | 2012 | 2013 | 2014 |
| -------------- | ---- | ---- | ---- | ---- | ---- | ---- | ---- | ---- | ---- | ---- | ---- | ---- | ---- | ---- | ---- | ---- | ---- |
| Počet obyvatel | 363  | 335  | 336  | 380  | 422  | 436  | 444  | 453  | 475  | 495  | 504  | 490  | 502  | 477  | 498  | 487  | 485  |